# Neomargarodes setosus
Neomargarodes setosus är en insektsart som beskrevs av Borchsenius 1949. Neomargarodes setosus ingår i släktet Neomargarodes och familjen pärlsköldlöss. Inga underarter finns listade i Catalogue of Life.